# Nacaduba berenice
Nacaduba berenice är en fjärilsart som beskrevs av Herrich-Schäffer 1869. Nacaduba berenice ingår i släktet Nacaduba och familjen juvelvingar. Inga underarter finns listade i Catalogue of Life.

## Bildgalleri

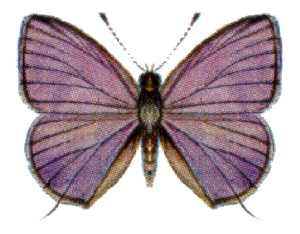